# سوپرتون (ویسکانسین)
سوپرتون (به انگلیسی : Soperton ) یک جامعه ثبت نشده است که در شهر وابنو در شهرستان فارست, ویسکانسین, ایالات متحده آمریکا واقع شده است . 

## تاریخ
یک اداره پست به نام سوپرتون در سال ۱۹۰۵ تأسیس شد و تا زمانی که در سال ۱۹۵۶ متوقف شد، به کار خود ادامه داد  نام این انجمن از شرکت سوپر الامبر که در این منطقه فعالیت می کرد گرفته شد. 

## افراد قابل توجه
- ویلند بکر ، بازیکن فوتبال، در سوپرتون به دنیا آمد.

## یادداشت
- مشارکت‌کنندگان ویکی‌پدیا. «Soperton, Wisconsin». در دانشنامهٔ ویکی‌پدیای انگلیسی، بازبینی‌شده در ۲۴ آوریل ۲۰۲۴.

1. ↑  "Soperton". سامانه اطلاعات نام‌های جغرافیایی، سازمان زمین‌شناسی آمریکا.
2. ↑  "Soperton Populated Place Profile / Forest County, Wisconsin Data".
3. ↑  "Forest County". Jim Forte Postal History. Retrieved 28 March 2015.